# Robert A. M. Stern
Robert Arthur Morton Stern, conocido usualmente como Robert A. M. Stern (nacido el 23 de mayo de 1939), es un arquitecto, profesor universitario y escritor académico estadounidense afincado en Nueva York y New Haven. Anteriormente trabajó como decano de la Escuela de Arquitectura de Yale. También dirige su propio estudio de arquitectura, Robert A. M. Stern Architects, denominado a veces RAMSA.
Stern es un representante de los movimientos Nuevo urbanismo y Nueva arquitectura clásica, prestando una atención particular al contexto urbano y a la continuidad de las tradiciones. Fue uno de los primeros arquitectos que usó el término «postmodernismo», pero más recientemente ha usado la expresión modern traditionalist («tradicionalista moderna») para describir su obra. En 2011, se concedió a Stern el prestigioso Premio Driehaus por sus logros en arquitectura clásica contemporánea. Algunas de sus obras más importantes son los New Classical 15 Central Park West y 20 East End Avenue en Nueva York y el Comcast Center en Filadelfia.

## Primeros años y educación
Stern nació en Brooklyn, Nueva York en 1939. Se graduó en la Universidad de Columbia en 1960 y obtuvo un máster en arquitectura de la Universidad de Yale en 1965. Stern ha citado a Vincent Scully y Philip Johnson como sus primeros mentores e influencias.

## Carrera
Inmediatamente después de dejar Yale, Stern trabajó como conservador para la Liga de Arquitectura de Nueva York, un trabajo que consiguió gracias a su amistad con Philip Johnson. Mientras estaba en la Liga, organizó la segunda exposición 40 Under 40, que incluía la obra de los entonces desconocidos arquitectos Charles Moore, Robert Venturi y Romaldo Giurgola, así como su propio trabajo. Tras dejar la Liga de Arquitectura, Stern trabajó como diseñador en el estudio de Richard Meier en 1966. Tres años después, fundó Stern & Hagmann junto con un compañero de su época en Yale, John S. Hagmann. En 1977 fundó un nuevo estudio, Robert A. M. Stern Architects, también conocido como RAMSA. Stern continúa trabajando para RAMSA en la actualidad, y ha afirmado que no piensa jubilarse.
Stern fue decano de la Escuela de Arquitectura de Yale desde 1998. Previamente, fue profesor en la Universidad de Columbia, en la Columbia Graduate School of Architecture, Planning and Preservation. También fue director del Columbia's Temple Hoyne Buell Center for the Study of American Architecture desde 1984 hasta 1988.

### Otras actividades
Stern es conocido por su trabajo académico sobre la historia de la arquitectura estadounidense. En 1986, presentó Pride of Place: Building the American Dream, una serie documental de ocho capítulos que se emitió en la PBS. En la serie aparecían Peter Eisenman, Leon Krier, Philip Johnson, Frank Gehry y otros arquitectos notables. Pride of Place tuvo una buena recepción por parte del público, pero a otros arquitectos no le gustó. También ha escrito ampliamente sobre la arquitectura estadounidense, especialmente la de Nueva York: ha publicado cinco volúmenes sobre la historia de la arquitectura de esta ciudad, cada uno de los cuales se centra en una época diferente.
Muchos de los primeros encargos no residenciales de Stern fueron para Walt Disney World, incluidos el Disney's Yacht Club Resort, el Disney's Beach Club Resort y el proyecto de Celebration (Florida). Posteriormente trabajó en la junta directiva de la Walt Disney Company desde 1992 hasta 2003.

## Obra

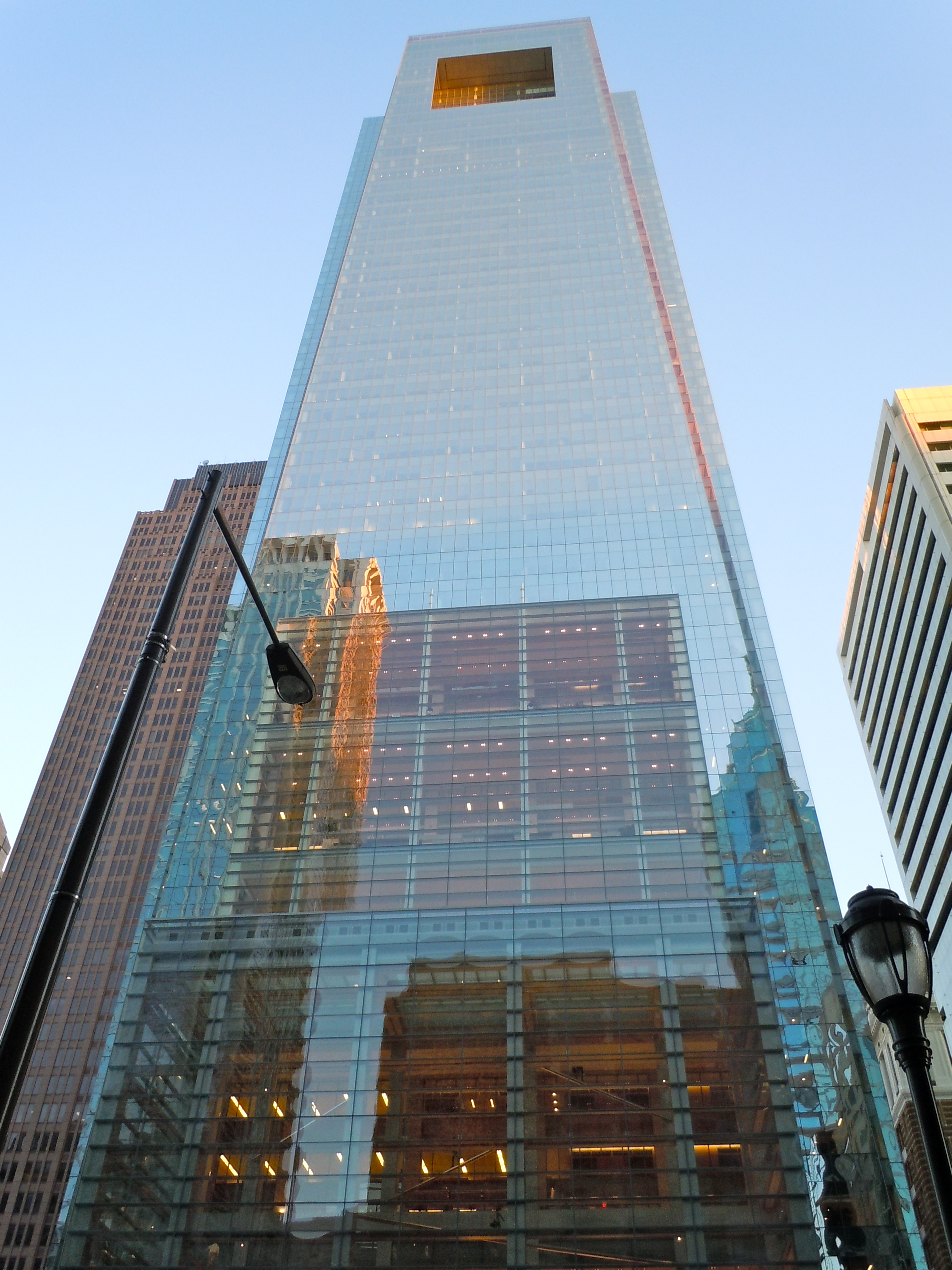
El Comcast Center de Filadelfia.

Muchas de las primeras obras de Stern fueron casas privadas en el área metropolitana de Nueva York, especialmente en Los Hamptons y el Condado de Westchester. Sin embargo, Stern es quizá más conocido por sus grandes edificios de apartamentos en Nueva York, entre los cuales están 15 Central Park West, 20 East End Avenue, The Chatham y The Brompton. 15 Central Park West fue, cuando se construyó, uno de los edificios de apartamentos más exitosos económicamente, cuyas ventas totalizaron 2000 millones de dólares.
Stern ha diseñado algunos de los edificios más altos de los Estados Unidos. Al principio de su carrera, expresó su interés en diseñar rascacielos, lo que supuso una desviación de su obra de la época, que era principalmente rural en contexto y residencial en escala. Entre los edificios más altos de Stern están el Comcast Center, el edificio más alto de Filadelfia y Pensilvania. Según el jurado del Premio Driehaus, este edificio, revestido en cristal en lugar de la típica caliza de Stern, «sigue las proporciones del obelisco clásico». El Comcast Center, junto con 15 Central Park West, y su proyecto para Celebration (Florida), fueron citados como motivo para la concesión del premio a Stern.
Más recientemente, Stern ha diseñado tres rascacielos en Nueva York, 220 Central Park South, 520 Park Avenue y 30 Park Place, que estarán entre los edificios más altos de la ciudad cuando se completen.

### Estilo
En los inicios de su carrera, Stern desarrolló la reputación de ser un arquitecto posmoderno por los elementos clásicos que integraba en los edificios modernos que diseñaba. Aunque sus diseños son eclécticos, se han asociado con el movimiento New Classical Architecture porque reinterpretan las técnicas y formas de construcción tradicionales. Stern ha rechazado esta asociación, argumentando que sus proyectos simplemente hacen uso de la arquitectura popular y las tradiciones locales.

## Vida personal
Stern es dueño de un apartmento en The Chatham, un edificio que diseñó él mismo en Nueva York. Tiene un hijo, Nicholas S. G. Stern, y tres nietos. Su hijo dirige la empresa de diseño y construcción Stern Projects. Stern afirma ser apolítico, pero votó a Bush antes de diseñar el Centro Presidencial George W. Bush de Dallas, un hecho que le ayudó a conseguir el encargo.

## Premios
- 2006: Edmund N. Bacon Prize[23]
- 2008: Vincent Scully Prize[24]
- 2010: Historic Districts Council's Landmarks Lion Award[25]
- 2011: Premio Driehaus[12]